# Jean-François Pillou
Jean-François Pillou, né le 3 octobre 1977 à Sèvres, est un ingénieur, auteur et dirigeant d'entreprise français. Il est le fondateur du site Comment ça marche, qu'il crée en février 1999 et directeur général associé de CCM Benchmark, société éditant notamment les sites Journal du Net et Linternaute.

## Biographie

### Formation
Élève au Lycée Champollion (Grenoble) de 1992 à 1997, il entre au Centre d'Études Supérieures des Techniques Industrielles de Toulon en 1997 et en sortira ingénieur diplômé en génie des systèmes industriels en 2000.  

### Débuts
Il crée son site dans sa chambre d'étudiant pendant ses études en lui donnant une dimension communautaire, puis envoie un mail à ses 80000 abonnés en 2001 afin de trouver un emploi et obtient une réponse du Ministère de l'Éducation nationale où il postule. D'abord chef de projet à la Direction de la Technologie de 2001 à 2003, il devient ensuite adjoint au chef de bureau de la Formation et de la Qualité de 2003 à 2006. Fin 2006, son site « Comment ça marche » compte parmi les 50 premiers sites français avec 3,3 millions de visiteurs uniques, devant Le Monde et Le Figaro.  

### Carrière
À partir de juillet 2007, il s'associe à Benoît Sillard et devient cogérant de la SARL QUIDEA, éditeur du site internet CommentCaMarche.net dont il détient 50 % du capital social. En collaboration avec Benoît Sillard, il déploie le site dans 6 langues (anglais, espagnol, allemand, italien et portugais). En 2008, avec Eric Roig et Pierrick Hordé, ils lancent les sites Droit-Finances et Santé-Médecine. CommentCaMarche acquiert en septembre 2010 le groupe français Benchmark Group (propriétaire des sites Linternaute.com, Journal du net, Journal des femmes et Copains d'avant), Jean-François Pillou devenant directeur général du groupe, renommé par la suite CCM Benchmark. En décembre 2014, Jean-François Pillou et Benoît Sillard refusent 4 offres de rachat du groupe CCM Benchmark, deux françaises et deux étrangères, dont celle du groupe TF1. En juin 2015, Jean-François Pillou est, avec Benoît Sillard, à la tête d'un groupe composé d'environ 200 personnes, classé premier groupe Internet français indépendant en France selon les chiffres de Médiamétrie. 
Le 2 octobre 2015, le groupe Figaro entre en négociations exclusives avec le groupe CCM Benchmark, Jean-François Pillou conserve 5 % du capital aux côtés du Groupe Figaro. Par ailleurs, il intégrera le comité exécutif du groupe en tant que directeur délégué au développement numérique pour les conseiller sur la stratégie numérique.
Le 15 novembre 2015, au surlendemain des attentats du 13 novembre 2015 en France, il lance un appel à révolutionner la lutte anti-terroriste par le numérique sur Facebook et Twitter. Le 19 novembre 2015 à l'antenne de BFM Business, il évoque l'idée d'un hackathon permettant de collecter les idées des entrepreneurs et des jeunes développeurs pour réinventer la sécurité civile. À la suite de son appel, la mairie de Paris organise finalement un hackathon (marathon de hackers) sur la sécurité publique, baptisé Nec Mergitur, du 15 janvier 2016 au 17 janvier 2016 à l'école 42 de Xavier Niel.
Dans l'émission 01Hebdo du 15 avril 2021, il annonce le lancement d'un moteur de recherche dédié aux réseaux sociaux nommé dont le principe est d'indexer l'ensemble des réseaux sociaux des personnalités et des utilisateurs souhaitant y figurer.
Il annonce dans le Figaro Magazine du 30 juin 2023 le lancement de l'application Around Us dont le but est de permettre de découvrir les sites touristiques à proximité.

## Distinctions
- Net d'or en 2002[22].